# 임유진 (성우)
임유진(1972년 2월 28일 ~ )은 대한민국의 성우다. 1994년 MBC에 입사했으며 현재는 MBC 12기다. 문화방송 성우극회 소속.

## 주요 출연작품

### 애니메이션
- 핑크팬더 (MBC)
- 동물 보물섬 (MBC)
- 비스트워즈 (MBC) - 브랙
- 빨간망토 차차 (SBS) - 엘리자베스 / 칭칭 / 울랄라 교장선생님
- 스탈라의 마법여행 (MBC)
- 요절복통 수호천사 (챔프) - 완다
- 우당탕탕 엽기가족 (어린이TV) - 글로리아
- 이집트 왕자 (SBS)
- 이상한 나라의 앨리스 (어린이TV) - 유모
- 클럽와우에 (인터넷)
- 이야기 극장 - 헬로키티와 친구들 (애니맥스) - 마가렛

### 영화
- 라이징 선 (MBC)
- 머니 토크 (MBC) - 그레이스 (헤더 로클리어)
- 베벌리힐스 캅 (MBC)
- 사랑의 블랙홀 (MBC)
- 어 퓨 굿 맨 (MBC)
- 유로파 유로파 (MBC) - 레니 (줄리 델피)
- 이연걸의 히트맨 (SBS) - 수사관(카와나베 미카)
- 인디펜던스 데이 (MBC)
- 캠퍼스 정글 (MBC)
- 컷스로트 아일랜드 (MBC)
- 크림슨 타이드 (MBC)
- 클루리스 (MBC) - 디온 (스테이시 대시)
- 페어 게임 (SBS)

### 외화
- 뉴욕경찰 24시 (MBC)

### 게임
- 월드 오브 워크래프트 - 실바나스 윈드러너, 티란데 위스퍼윈드, 여군주 바쉬

### 방송
- 뽀뽀뽀 (MBC) - 꼼지
- KBS 정보파노라마 (KBS)
- KTV 정보 파노라마 입법예고
- 청주 MBC 다큐충북 (청주 MBC)
- 랄라라 영어 (ITV)

### 기타
- SBS 인터넷